# Astragalus michauxii
Astragalus michauxii là một loài thực vật có hoa trong họ Đậu. Loài này được (Kuntze) F.J.Herm. miêu tả khoa học đầu tiên.